# رجا مخرجي
رجا مُخرجي (17 مايو 1951 بكلكتا في الهند - 18 يوليو 2022) هو لاعب كريكت هندي.

## وصلات خارجية
- رجا مخرجي على موقع إي آس بي آن كريك إنفو (الإنجليزية)